# Dave Meltzer
David Allen «Dave» Meltzer (Nueva York, 24 de octubre de 1959) es un periodista estadounidense dedicado a la lucha libre profesional y artes marciales mixtas. Desde 1983, ha sido editor del Wrestling Observer Newsletter (WON). Meltzer también ha escrito para el Oakland Tribune, Los Angeles Times, Yahoo! Sports, y el The National Sports Daily. También ha cubierto ampliamente las artes marciales mixtas desde el UFC 1 en 1993 y actualmente cubre el deporte para SB Nación. Meltzer ha llegado a ser llamado «el reportero más experto en el periodismo deportivo» por Frank Deford de Sports Illustrated. También es un orador frecuente en muchos aspectos del negocio de las artes marciales mixtas, lucha libre profesional y boxeo en la Graduate School of Business, de Stanford University.

## Inicios
Meltzer nació en la ciudad de Nueva York, vivió en el estado de Nueva York hasta los diez años, para luego mudarse junto a su familia a San José, California. Meltzer obtuvo un título de periodismo en la Universidad de San José y comenzó como escritor de deportes para las grabaciones del Wichita Falls Times Record News y a un diario de Turlock. Demostró un interés en la lucha libre profesional y un enfoque periodístico a esto a temprana edad. Meltzer escribió varias publicaciones relacionadas con la lucha libre, que son predecesoras a la WON, que data de 1971. Lo más notable de esto fue el Informe del California Wrestling Report, ca. del 1973 y 1974, que informaba sobre los acontecimientos que todavía se conservan los territorios de la National Wrestling Alliance que operaban fuera de Los Ángeles y San Francisco.

## Wrestling Observer Newsletter
Los inicios del Wrestling Observer Newsletter (WON) datan de 1980, cuando Meltzer comenzó una encuesta anual entre aquellos con los que se correspondía con respecto a la lucha libre profesional. Según Meltzer, no era más que un fanático en un primer momento. Poco tiempo después, comenzó a mantener una lista de cintas, y de vez en cuando enviaba los resultados de las luchas y las actualizaciones de las noticias junto con las actualizaciones de cintas. Meltzer dijo que quería mantener a sus amigos en la universidad al tanto para su intercambio de cintas, así como de los acontecimientos en el negocio, ya que las principales revistas de lucha atendían a un grupo demográfico algo más joven.

## Sistema de calificación e impacto
Meltzer popularizó el sistema de «calificación de estrellas» (ideado por Jim Cornette y su amigo de la infancia Norm M. Dooley), que califica luchas en una escala de cero a cinco estrellas (a veces va a menos cinco estrellas en el caso de malas luchas) en una manera similar a la utilizada por muchos críticos de cine. Al igual que en el campo del cine, una calificación es un asunto muy subjetivo que puede tener en cuenta la cantidad de acción, en contraposición a los restholds («workrate»), la dificultad y variedad de movimientos utilizados, la historia de los luchadores y su feudo, el desarrollo de una historia en la lucha basada en los movimientos de lucha libre y cómo afectan a los luchadores, y la reacción global de la multitud.
Combates de cinco estrellas, según la clasificación de Meltzer, son extremadamente raros. Los más recientes provienen de New Japan Pro Wrestling. Dynamite Kid vs. Tiger Mask I fuera la primera lucha de cinco estrellas. Mitsuharu Misawa tiene la mayor cantidad de luchas de cinco estrellas con 26 (incluyendo una lucha en la que compitió como Tiger Mask II).
Meltzer también le ha dado a ciertas luchas calificaciones mayores de 5 estrellas. La primera lucha a la que calificó con 6 estrellas fue Mitsuharu Misawa vs Toshiaki Kawada, combate que ocurrió el 3 de junio de 1994 en un espectáculo de All Japan Pro Wrestling. La máxima calificación que ha obtenido un combate es de 7 estrellas, obtenida por la lucha al mejor de 3 caídas entre Kenny Omega vs Kazuchika Okada en el evento Dominion 6.9 en Osaka-jo Hall.
A pesar de que este sistema de clasificación representa únicamente la opinión subjetiva de un individuo, varios luchadores, como Bret Hart, han escrito lo orgullosos que están cuando sus actuaciones fueron elogiadas en el WON. A pesar de que solo se califican los combates, Meltzer también ha clasificado cómo 5 estrellas segmentos de lucha libre como el caso de "La traición de Sami Zayn a The Bloodline" en Royal Rumble (2023).

## Premios
- Cauliflower Alley Club
  - James Melby Historian Award (2017)[6]
- George Tragos/Lou Thesz Professional Wrestling Hall of Fame
  - Jim Melby Award (2016)[2]